# Hat trick (Formule 1)
Pour les articles homonymes, voir Hat trick.
| Mis à jour après le Grand Prix automobile de Bahreïn 2025 Les contributeurs qui souhaitent établir les mises à jour sont priés de le faire complètement et non partiellement pour garantir l'exactitude des données de cette page. |

En Formule 1, le terme de « hat trick » désigne le fait pour un pilote de réussir, lors d'un même week-end de Grand Prix, la pole position, le meilleur tour en course et la victoire. Si le pilote qui réalise un hat trick mène de surcroit la course de bout en bout, on parle alors de Grand Chelem.
Ce terme est également utilisé – et parfois francisé en « coup du chapeau » – dans d'autres sports, tels que  le cricket, le football, le rugby à XV ou le hockey sur glace.

## Historique
Le premier hat trick de l'histoire a été réalisé par l'Argentin Juan Manuel Fangio, au volant de son Alfa Romeo 158, dès le second Grand Prix du championnat du monde de Formule 1, le 21 mai 1950, lors du Grand Prix de Monaco. Au total, ce sont 46 pilotes, sur les 760 ayant pris le départ d'un Grand prix, qui ont réalisé au moins un hat trick au cours de leur carrière.
L'Écossais Jim Clark, avec onze hat tricks réussis en 72 courses au cours de sa carrière, entre 1960 et 1968, fut longtemps le détenteur du record jusqu'à ce qu'il soit devancé par l'Allemand Michael Schumacher, qui en avait réussi vingt-deux au moment de sa première retraite sportive à la fin de la saison 2006 (en 249 courses en 2006 et 307 courses en 2012).
On parle de « chelem » lorsque le pilote parvient en outre à rester en tête du début à la fin de la course. Seuls vingt-six pilotes ont réussi au moins une fois dans leur carrière un tel exploit. Jim Clark, avec huit Grands Chelems, détient toujours ce record. Cette performance est devenue plus difficile à réaliser depuis l'apparition des changements de pneus et des ravitaillements aux stands pendant la course.

## Statistiques

### Classement des pilotes en activité en 2025
Six des pilotes en activité au cours de la saison 2025, dont les trois champions du monde, ont réalisé depuis le début de leur carrière au moins un hat trick.
- Les champions du monde sont inscrits en caractères gras.

| # | Pilote          | Pays        | Écurie       | Hat tricks | GP disputés | %      |
| - | --------------- | ----------- | ------------ | ---------- | ----------- | ------ |
| 1 | Lewis Hamilton  | Royaume-Uni | Mercedes     | 19         | 364         | 5,21 % |
| 2 | Max Verstappen  | Pays-Bas    | Red Bull     | 13         | 217         | 5,99 % |
| 3 | Fernando Alonso | Espagne     | Aston Martin | 5          | 409         | 1,22 % |
| 4 | Lando Norris    | Royaume-Uni | McLaren      | 3          | 136         | 2,21 % |
| 4 | Charles Leclerc | Monaco      | Ferrari      | 2          | 155         | 1,29 % |
| 5 | Oscar Piastri   | Australie   | McLaren      | 1          | 54          | 1,85 % |

### Classement complet des pilotes ayant réussi au moins unhat trick
- Les pilotes en activité sont inscrits avec un feu vert ().
- Les vainqueurs des 500 miles d'Indianapolis entre 1950 et 1960 sont inscrits en italique
- Les champions du monde sont inscrits en caractères gras

| #  | Pilote             | Pays        | Période                | Nbre Courses | Nbre Hat tricks | %       |
| -- | ------------------ | ----------- | ---------------------- | ------------ | --------------- | ------- |
| 1  | Michael Schumacher | Allemagne   | 1991-2006 ; 2010-2012  | 307          | 22              | 7,17 %  |
| 2  | Lewis Hamilton     | Royaume-Uni | 2007-                  | 360          | 19              | 5,28 %  |
| 3  | Max Verstappen     | Pays-Bas    | 2015-                  | 213          | 13              | 6,1 %   |
| 4  | Jim Clark          | Royaume-Uni | 1960-1968              | 72           | 11              | 15,28 % |
| 5  | Juan Manuel Fangio | Argentine   | 1950-1958              | 51           | 9               | 17,65 % |
| 6  | Alain Prost        | France      | 1980-1993              | 201          | 8               | 3,98 %  |
| 7  | Sebastian Vettel   | Allemagne   | 2007-2022              | 299          | 8               | 2,68 %  |
| 8  | Alberto Ascari     | Italie      | 1950-1955              | 32           | 7               | 21,88 % |
| 9  | Ayrton Senna       | Brésil      | 1984-1994              | 162          | 7               | 4,32 %  |
| 10 | Damon Hill         | Royaume-Uni | 1992-1999              | 122          | 5               | 4,10 %  |
| 11 | Mika Häkkinen      | Finlande    | 1991-2001              | 164          | 5               | 3,05 %  |
| 12 | Nigel Mansell      | Royaume-Uni | 1980-1995              | 189          | 5               | 2,65 %  |
| 13 | Fernando Alonso    | Espagne     | 2001, 2003-2018, 2021- | 405          | 5               | 1,23 %  |
| 14 | Stirling Moss      | Royaume-Uni | 1951-1961              | 66           | 4               | 6,06 %  |
| 15 | Jackie Stewart     | Royaume-Uni | 1965-1973              | 100          | 4               | 4,00 %  |
| 16 | Jacky Ickx         | Belgique    | 1966-1979              | 119          | 4               | 3,36 %  |
| 17 | Felipe Massa       | Brésil      | 2002, 2004-2017        | 269          | 4               | 1,49 %  |
| 18 | John Surtees       | Royaume-Uni | 1960-1972              | 112          | 3               | 2,68 %  |
| 19 | Jack Brabham       | Australie   | 1955-1970              | 127          | 3               | 2,36 %  |
| 20 | Niki Lauda         | Autriche    | 1971-1985              | 173          | 3               | 1,73 %  |
| 21 | Nico Rosberg       | Allemagne   | 2006-2017              | 206          | 3               | 1,45 %  |
| 22 | Nelson Piquet      | Brésil      | 1978-1991              | 206          | 3               | 1,46 %  |
| 23 | James Hunt         | Royaume-Uni | 1973-1979              | 92           | 2               | 2,17 %  |
| 24 | Alan Jones         | Australie   | 1975-1986              | 116          | 2               | 1,72 %  |
| 25 | Mario Andretti     | États-Unis  | 1968-1982              | 129          | 2               | 1,55 %  |
| 26 | Lando Norris       | Royaume-Uni | 2019-                  | 132          | 2               | 1,52 %  |
| 27 | Charles Leclerc    | Monaco      | 2018-                  | 151          | 2               | 1,32 %  |
| 28 | Jacques Villeneuve | Canada      | 1996-2006              | 165          | 2               | 1,21 %  |
| 29 | Graham Hill        | Royaume-Uni | 1958-1975              | 176          | 2               | 1,14 %  |
| 30 | Jacques Laffite    | France      | 1974-1986              | 180          | 2               | 1,11 %  |
| 31 | Gerhard Berger     | Autriche    | 1984-1997              | 210          | 2               | 0,95 %  |
| 32 | Valtteri Bottas    | Finlande    | 2013-2024              | 246          | 2               | 0,81%   |
| 32 | Rubens Barrichello | Brésil      | 1993-2011              | 326          | 2               | 0,61 %  |
| 33 | Kimi Räikkönen     | Finlande    | 2001-2009 ; 2012-2021  | 339          | 2               | 0,59 %  |
| 34 | Bill Vukovich      | États-Unis  | 1950-1955              | 5            | 1               | 20,00 % |
| 35 | Giuseppe Farina    | Italie      | 1950-1955              | 34           | 1               | 2,94 %  |
| 36 | Tony Brooks        | Royaume-Uni | 1956-1961              | 38           | 1               | 2,63 %  |
| 37 | Mike Hawthorn      | Royaume-Uni | 1952-1958              | 45           | 1               | 2,22 %  |
| 38 | Phil Hill          | États-Unis  | 1958-1964              | 49           | 1               | 2,04 %  |
| 39 | Oscar Piastri      | États-Unis  | 2023-                  | 50           | 1               | 2,00 %  |
| 40 | Jochen Rindt       | Autriche    | 1964-1970              | 61           | 1               | 1,64 %  |
| 41 | Gilles Villeneuve  | Canada      | 1977-1982              | 67           | 1               | 1,49 %  |
| 42 | Juan Pablo Montoya | Colombie    | 2001-2006              | 95           | 1               | 1,05 %  |
| 43 | Joseph Siffert     | Suisse      | 1962-1971              | 99           | 1               | 1,01 %  |
| 44 | Ronnie Peterson    | Suède       | 1970-1978              | 123          | 1               | 0,81 %  |
| 45 | Clay Regazzoni     | Suisse      | 1970-1980              | 139          | 1               | 0,72 %  |
| 46 | Carlos Reutemann   | Argentine   | 1972-1982              | 146          | 1               | 0,68 %  |
| 47 | David Coulthard    | Royaume-Uni | 1994-2008              | 247          | 1               | 0,40 %  |
| 48 | Jenson Button      | Royaume-Uni | 2000-2016              | 306          | 1               | 0,33 %  |

### Classement complet des pilotes ayant réussi au moins un Grand Chelem
- Un Grand Chelem est constitué de la pole position, victoire, meilleur tour et la totalité des tours de la course en tête. Jim Clark en totalise le plus : 8 ; parmi les pilotes en activité, Lewis Hamilton en totalise 6,  Max Verstappen 5,  Fernando Alonso et Charles Leclerc 1[3] ;

- Les pilotes en activité sont inscrits avec un feu vert ().
- Les champions du monde sont inscrits en caractères gras

| #  | Pilote             | Pays        | Période                | Nbre Courses | Nbre Chelems |
| -- | ------------------ | ----------- | ---------------------- | ------------ | ------------ |
| 1  | Jim Clark          | Royaume-Uni | 1960-1968              | 72           | 8            |
| 2  | Lewis Hamilton     | Royaume-Uni | 2007-                  | 332          | 6            |
| 3  | Alberto Ascari     | Italie      | 1950-1955              | 32           | 5            |
| 4  | Michael Schumacher | Allemagne   | 1991-2006 ; 2010-2012  | 307          | 5            |
| 5  | Max Verstappen     | Pays-Bas    | 2015-                  | 186          | 5            |
| 6  | Jackie Stewart     | Royaume-Uni | 1965-1973              | 100          | 4            |
| 7  | Ayrton Senna       | Brésil      | 1984-1994              | 162          | 4            |
| 8  | Nigel Mansell      | Royaume-Uni | 1980-1995              | 189          | 4            |
| 9  | Sebastian Vettel   | Allemagne   | 2007-                  | 299          | 4            |
| 10 | Nelson Piquet      | Brésil      | 1978-1991              | 206          | 3            |
| 11 | Juan Manuel Fangio | Argentine   | 1950-1958              | 51           | 2            |
| 12 | Jack Brabham       | Australie   | 1955-1970              | 127          | 2            |
| 13 | Mika Häkkinen      | Finlande    | 1991-2001              | 164          | 2            |
| 14 | Nico Rosberg       | Allemagne   | 2006-2016              | 206          | 2            |
| 15 | Mike Hawthorn      | Royaume-Uni | 1952-1958              | 45           | 1            |
| 16 | Stirling Moss      | Royaume-Uni | 1951-1961              | 66           | 1            |
| 17 | Gilles Villeneuve  | Canada      | 1977-1982              | 67           | 1            |
| 18 | Joseph Siffert     | Suisse      | 1962-1971              | 99           | 1            |
| 19 | Jacky Ickx         | Belgique    | 1966-1979              | 119          | 1            |
| 20 | Damon Hill         | Royaume-Uni | 1992-1999              | 122          | 1            |
| 21 | Charles Leclerc    | Monaco      | 2018-                  | 123          | 1            |
| 22 | Clay Regazzoni     | Suisse      | 1970-1980              | 139          | 1            |
| 23 | Niki Lauda         | Autriche    | 1971-1985              | 173          | 1            |
| 24 | Jacques Laffite    | France      | 1974-1986              | 180          | 1            |
| 25 | Gerhard Berger     | Autriche    | 1984-1997              | 210          | 1            |
| 26 | Fernando Alonso    | Espagne     | 2001, 2003-2018, 2021- | 378          | 1            |

### Classement en pourcentagehat tricks/Grands Prix disputés
Ce classement ne prend en compte que les pilotes ayant disputé au moins 30 Grands Prix et ayant obtenu au moins 10 % de hat tricks.
| # | Pilote             | Pays        | Période   | Nombre de courses | Nombre de hat tricks | %       |
| - | ------------------ | ----------- | --------- | ----------------- | -------------------- | ------- |
| 1 | Alberto Ascari     | Italie      | 1950-1955 | 32                | 7                    | 21,87 % |
| 2 | Juan Manuel Fangio | Argentine   | 1950-1958 | 51                | 9                    | 17,65 % |
| 3 | Jim Clark          | Royaume-Uni | 1960-1968 | 72                | 11                   | 15,28 % |